# Sebastiano Baggio
Sebastiano Baggio (Rosà, 16 de maio de 1913 – Cidade do Vaticano, 21 de março de 1993) foi um cardeal italiano.

## Biografia
Nasceu em Rosà, o mais velho dos nove filhos de Pierina e de Giovanni Battista Baggio. Estudou no Seminário Diocesano de Vicenza, seguindo depois para Roma, laureando-se em Teologia e doutorado em Direito Canônico pela Pontifícia Universidade Gregoriana, além da Escola de paleografia, diplomacia e biblioteconomia. Foi ordenado sacerdote em Vicenza, em 21 de dezembro de 1935, por Ferdinando Rodolfi, bispo de Vicenza.

### Diplomata da Santa Sé
Começou a trabalhar no serviço diplomático da Santa Sé em 1936, em diversas Nunciaturas Apostólicas: adido na Áustria, 1936-1938; adido em El Salvador, 1938-1940; secretário na Bolívia, 1940-1942; secretário na Venezuela, 1942-1946; secretário na Áustria, de agosto a dezembro de 1946. Camareiro particular de Sua Santidade, 3 de março de 1939. Adido da primeira seção da Secretaria de Estado, 1946-1948. Encarregado de negócios da nunciatura na Colômbia, 1948-1950. Substituto da Sagrada Congregação Consistorial, junho de 1950 a 1953. Capelão nacional dos Escoteiros Católicos Italianos e elo entre a Santa Sé e a Federação Internacional do Escotismo, 1950. Prelado doméstico de Sua Santidade, 4 de outubro de 1951.
Em 1953, o papa Pio XII nomeou-o arcebispo titular de Éfeso em 30 de junho e núncio apostólico no Chile em 1 de julho. Consagrado em 26 de julho, na igreja de S. Maria em Vallicella, pelo cardeal Adeodato Giovanni Piazza, OCD, bispo de Sabina e Poggio Mirteto, secretário da Sagrada Congregação Consistorial, assistido por Antonio Samorè, arcebispo titular de Tirnovo, secretário da Sagrada Congregação de Assuntos Eclesiásticos Extraordinários, e por Carlo Zinato, bispo de Vicenza. Seu lema episcopal era Operando custodire.
Em 12 de março de 1959, foi designado delegado apostólico do Canadá, onde se tornou amigo pessoal do então padre Gerald Emmett Carter, CC, futuro cardeal-arcebispo de Toronto. Em 26 de maio de 1964, foi nomeado para a nunciatura no Brasil. Durante esses anos, também participou do Concílio Vaticano II, 1962-1965.
Em 28 de abril de 1969, durante o consistório público para nomeação de novos cardeais, o papa Paulo VI, elevou-o ao cardinalato, junto com os brasileiros Eugênio de Araújo Sales e Alfredo Vicente Scherer. Antes de deixar o Brasil para assumir suas novas funções na Santa Sé, em 16 de abril de 1969, foi agraciado com a grã-cruz da Ordem Nacional do Cruzeiro do Sul.
Dom Sebastiano recebeu o barrete e o título de cardeal-diácono de Santos Anjos da Guarda da Cidade Jardim em 30 de abril de 1969. Logo em seguida, em 23 de junho, foi encarregado da Arquidiocese Metropolitana de Cagliari.

### Presidente da Congregação para os Bispos
Em 26 de fevereiro de 1973, o cardeal Baggio foi nomeado prefeito da Congregação para os Bispos, tornando-se um dos homens mais influentes da Cúria Romana. A Congregação para os Bispos estabelece a ligação entre a Santa Sé e as diversas dioceses no mundo inteiro, e Baggio, como seu prefeito, tinha como função escolher os candidatos elegíveis ao episcopado.
Sob Paulo VI, escolheu bispos de viés conciliador, como o cardeal Basil Hume, nomeado, em 1976, para a Arquidiocese de Westminster, a arquidiocese de maior prestígio da Igreja Católica na Grã-Bretanha. Também renovou o episcopado norte-americano com o auxílio do renomado delegado apostólico, o arcebispo belga Jean Jadot.
Optou pela ordem dos cardeais-presbíteros, passando ao título de São Sebastião nas Catacumbas, em 21 de dezembro de 1973. Enviado papal especial ao Congresso Eucarístico Bolivariano, Quito, 9 a 16 de junho de 1974. Participou da Terceira Assembleia Ordinária do Sínodo dos Bispos, Cidade do Vaticano, 27 de setembro a 26 de outubro de 1974. Elevado a cardeal-bispo do título da sé suburbicária de Velletri, 12 de dezembro de 1974; em 21 de outubro de 1981, a sé de Segni foi unida à sé suburbicária de Velletri e elas se tornaram a Diocese de Velletri-Segni; em 30 de setembro de 1986, o nome foi alterado para Velletri-Segni. Enviado papal especial ao IX Congresso Eucarístico Nacional Brasileiro, Manaus, 6 a 20 de julho de 1975. Participou da Quarta Assembleia Ordinária do Sínodo dos Bispos, Vaticano, 30 de setembro a 29 de outubro de 1977; presidente delegado. Nomeado um dos três presidentes da Terceira Conferência Geral do Episcopado Latino-Americano, em 2 de fevereiro de 1978; a assembleia estava marcada para outubro de 1978, mas foi suspensa devido à morte do papa.
Participou dos conclaves de agosto e de outubro de 1978, que elegeram sucessivamente João Paulo I e João Paulo II. Embora nunca tenha sido considerado um sério candidato ao papado, Baggio angariou nove e dez votos nos dois primeiros turnos do primeiro conclave, transferindo-os ao eventual vencedor. Ambos pontífices mantiveram-no à frente da Congregação dos Bispos e da Pontifícia Comissão para a América Latina.
Enquanto um dos três presidentes delegados da Terceira Conferência Geral do Episcopado Latino-Americano, em Puebla, 27 de janeiro a 13 de fevereiro de 1979, acompanhou o Papa João Paulo II em sua primeira viagem internacional, opondo-se a Teologia da libertação e onde o objetivo era 'corrigir os erros' da conferência de 1968 em Medellín. Participou da Primeira Assembleia Plenária do Sagrado Colégio dos Cardeais, Vaticano, 5 a 9 de novembro de 1979; Quinta Assembleia Ordinária do Sínodo dos Bispos, Vaticano, 26 de setembro a 25 de outubro de 1980, Cidade do Vaticano; Segunda Assembleia Plenária do Sagrado Colégio dos Cardeais, Vaticano, 23 a 26 de novembro de 1982; Sexta Assembleia Ordinária do Sínodo dos Bispos, Vaticano, 29 de setembro a 28 de outubro de 1983.
No papado de João Paulo II, os critérios para ordenações de novos bispos começaram a mudar. A solidez teológica passou a ser mais valorizada que eficácia pastoral. Uma exceção curiosa, no entanto, foi a escolha do jesuíta Carlo Maria Martini para a prestigiosa Arquidiocese de Milão em 1979. Baggio esclareceu que favoreceu Martini após ler seu livro sobre o Evangelho de Lucas e ao perceber que Martini, como reitor da Universidade Gregoriana, era diretor espiritual de um número considerável de bispos italianos. Também foi uma forma de se reconciliar com os jesuítas. Em 1981, Baggio, que era notoriamente próximo da Opus Dei, teve sérias divergências com o padre Pedro Arrupe, superior-geral da Companhia de Jesus, a respeito do futuro da política na América Central. Baggio e o papa João Paulo queriam uma 'política unitária' para América Central, algo que os jesuítas e outros religiosos se opunham em vista das diferentes situações que ali se apresentavam: guerra civil em El Salvador, ditadura no Panamá, um regime pós-revolucionário na Nicarágua, etc. Com o apoio do Papa, a vontade de Baggio prevaleceu. Em 27 de novembro de 1982, assinou o documento que mudou a condição da Opus Dei de "instituto secular" para "prelazia pessoal", transferindo tal movimento secreto e controverso da Pontifícia Comissão dos Institutos Religiosos e Seculares, onde era muito criticado, para a proteção da Congregação dos Bispos.

### Últimos anos
Em 8 de abril de 1984, Baggio foi transferido para a presidência da Pontifícia Comissão para o Estado da Cidade do Vaticano, o órgão legislativo daquele estado. Cardeal patronus da Ordem de Malta, 26 de maio de 1984. Em 25 de março de 1985, foi escolhido como camerlengo da Câmara Apostólica. Enviado papal especial ao X Congresso Eucarístico Nacional Brasileiro, Aparecida, 16 a 21 de julho de 1985. Participou da Terceira Assembleia Plenária do Colégio Cardinalício, Vaticano, 21 a 23 de novembro de 1985; da Segunda Assembleia Extraordinária do Sínodo dos Bispos, Vaticano, 24 de novembro a 8 de dezembro de 1985. Em 15 de abril de 1986, foi eleito vice-decano do Colégio dos Cardeais. Participou da Sétima Assembleia Ordinária do Sínodo dos Bispos, Vaticano, 1 a 30 de outubro de 1987; Oitava Assembleia Ordinária do Sínodo dos Bispos, Vaticano, de 30 de setembro a 28 de outubro de 1990. Sua renúncia foi aceita pelo papa em 31 de outubro de 1990. Participou da Assembleia Especial para a Europa do Sínodo dos Bispos, Vaticano, de 28 de novembro a 14 de dezembro de 1991.
Dom Sebastiano faleceu aos 78 anos, de hemorragia cerebral, em um hospital em Roma, e seu corpo sepultado em sepulcro familiar no cemitério de Rosà. O Papa presidiu a homilia de sua missa exequial.